# Talauma
Talauma era considerado un género de plantas de la familia de las magnoliáceas.
- Este género es un sinónimo de Magnolia. Véase: Nooteboom, H.P. 1993. Magnoliaceae. En: Kubitzki, K., Rohwer, J.G. & Bittrich, V. (Editores). The Families and Genera of Vascular Plants. II. Flowering Plants - Dicotyledons. Springer-Verlag.

- Véase también la discusión sobre su posición actual en Magnoliaceae.

Talauma betongensis Craib
Talauma boliviana M. Nee
Talauma candollii Blume var. macrophylla
Talauma caricifragrans Loz.-Contr.
Talauma cespedesii Triana & Planch.
Talauma dixonii Little
Talauma georgii Loz.-Contr.
Talauma gilbertoi Loz.-Contr.
Talauma gioi A. Chev.
Talauma gitigensis Elmer
Talauma grandiflora Merr.
Talauma gloriensis Pittier
Talauma hernandezii ,molinillo o copachí
Talauma henaoi Loz.-Contr.
Talauma hodgsonii Hooker f. & T. Thomas
Talauma irwiniana Loz.-Contr.
Talauma morii Lozano
Talauma narinensis Loz.-Contr.
Talauma neillii Lozano
Talauma nhatrangensis Dandy
Talauma oblongata Merr.
Talauma orbiculata Britton & P. Wilson
Talauma ovata A. St.-Hil.
Talauma plumierii (Sw.) DC.
Talauma polyhypsophylla Loz.-Contr.
Talauma sambuensis Pittier
Talauma santanderiana Loz.-Contr.
Talauma siamensis Dandy
Talauma silvioi Loz.-Contr.
Talauma virolinensis Loz.-Contr.